# Мизитано Супериоре (Месина)
Мизитано Супериоре је насеље у Италији у округу Месина, региону Сицилија.
Према процени из 2011. у насељу је живело 35 становника. Насеље се налази на надморској висини од 506 м.